# Sopotnická dolina

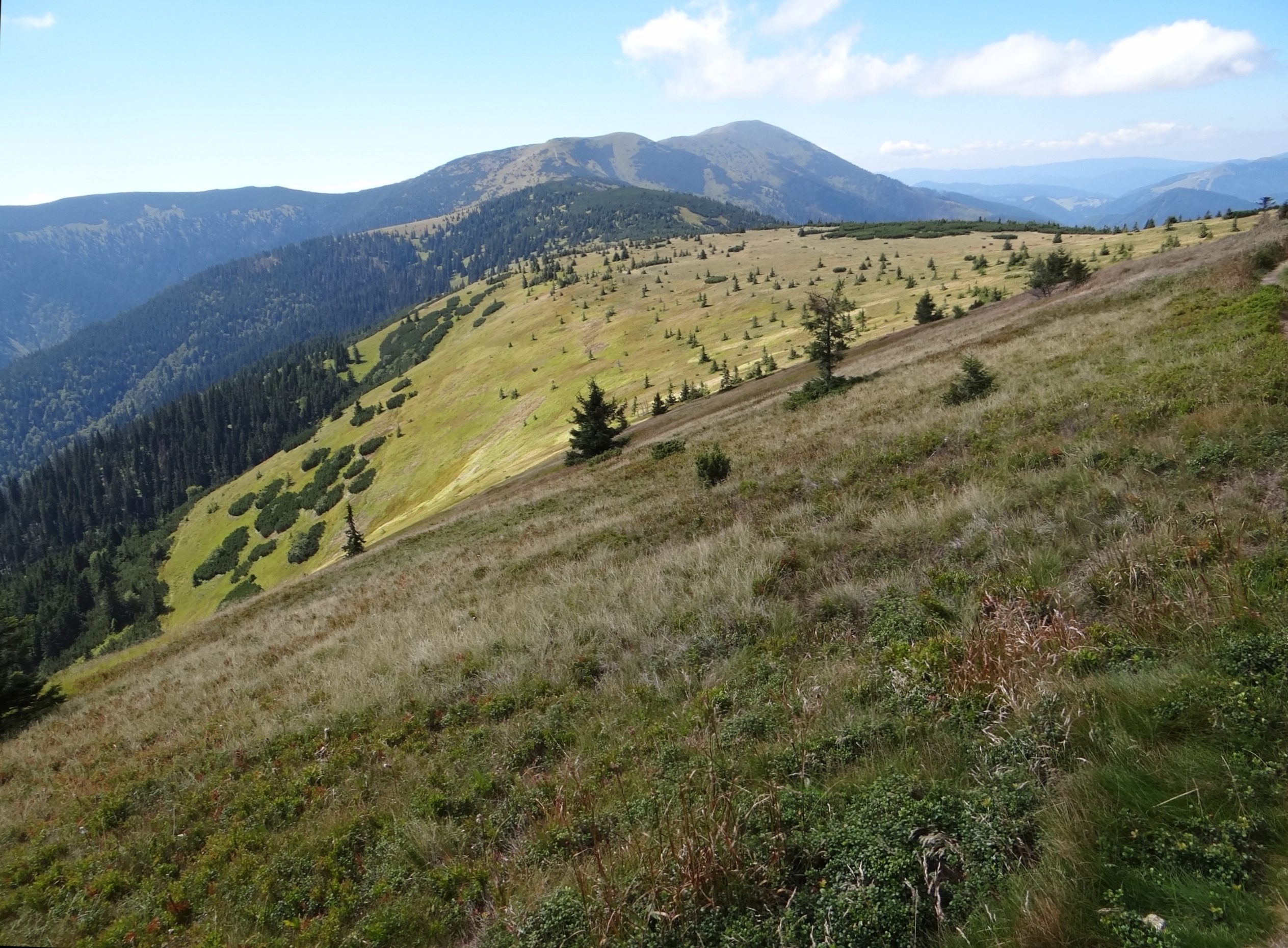
Górna część doliny

Sopotnická dolina – dolina walna w Niżnych Tatrach na Słowacji. Znajduje się w zachodniej (tzw. dziumbierskiej) części Niżnych Tatr, na południowej stronie ich głównego grzbietu. Ma wylot w miejscowości Brusno w powiecie Bańska Bystrzyca.  

## Topografia
Górą podchodzi pod główną grań Niżnych Tatr na odcinku od szczytu Prašivá (1652 m) na zachodzie po Košarisko (1695 m) na wschodzie. Najwyższym szczytem w otoczeniu doliny jest Veľká Chochuľa 1753 m). Zachodnie ograniczenie doliny tworzy południowy grzbiet szczytu Prašivá, opadający na południe poprzez szczyty Nad Žliabkami (1049 m) i Na Hore (680 m). Wschodnie ograniczenie tworzy południowo-wschodni grzbiet  Košariska, opadający poprzez szczyty Ondrejská hoľa (1591 m), Chabenec (1516 m), Mlynárová (1312 m) i Bukový diel (814 m). Obydwa grzbiety opadają  do Doliny Górnego Hronu. Dnem doliny spływa potok  Sopotnica. Dolina nie posiada bocznych odnóg, z wyjątkiem niewielkich dolinek wciosowych bocznych potoków uchodzących do Sopotnicy.  

## Opis doliny
Wyróżnia się w niej typowe dla gór piętra: regiel, piętro kosodrzewiny i piętro halne. Zbocza doliny porasta las, ponad nim kosodrzewina, a najwyższe partie doliny (w grani głównej) są trawiaste. W dolinie żyją niedźwiedzie. Dno doliny w dużym stopniu jest trawiaste, są to łąki i pastwiska miejscowości Brusno. W środkowej części dolina tworzy duże rozszerzenie z polaną i szałasami. W górnej części doliny znajdują się dwa domki myśliwskie (Tajch i chata Javorinka), w dolnej leśniczówka (horáreň Repište), poza tym dolina jest niezabudowana. Dnem doliny, aż do chaty Javorinka prowadzi asfaltowa droga. Najwyższa część doliny znajduje się w obrębie Parku Narodowego Niżne Tatry. W dolnej części doliny znajduje się niewielki, wapienny wąwóz.
W górnej części doliny, tuż poniżej chaty Javorinka, przy drodze znajduje się skromny pomnik, wykonany z fragmentu płata wirnika helikoptera. Upamiętnia on wypadek lotniczy, jaki miał w tej części doliny miejsce we wczesnych godzinach rannych 3 lipca 2008 r. W wyniku awarii rozbił się śmigłowiec Mi-8, należący do popradzkiej firmy Tech-Mont Helicopter company. Zginęli wówczas obaj członkowie jego załogi: Roland Barinek (ur. 1959) i Jozef Brziak (1968).
Dnem doliny prowadzi znakowany szlak turystyczny:
  pieszy: Brusno (stacja kolejowa) – horáreň Repište – chata pod Javorinkou – poľovnícka chata Tajch – Veľká Chochuľa. Czas przejścia: 5.10 h, ↓ 4 h